# Ado Ekiti
Ado Ekiti este un oraș din Nigeria.